# سعاد العطار
سعاد الحاج علي صادق العطار (1942-) رسامة عراقية لها أعمال في مجموعات خاصة وعامة في جميع أنحاء العالم، بما في ذلك المتحف البريطاني و مجموعة غولبينكيان. وقد عقدت أكثر من عشرين معرضا منفردآ، بما في ذلك واحدآ في بغداد والذي أصبح أول معرض منفرد في تاريخ البلاد لسيدة فنانة. ومن ضمن جوائزها العديدة أول جائزة حصلت عليها في مهرجان بينالي الدولي بالقاهرة وفي عام 1984 وجائزة التميز في مهرجان بينالي الذي عقد في مالطا عام 1995.

## هجرتها
غادرت سعاد العطار بغداد مع زوجها واولادها في عام 1976، واستقرت في لندن ، وبالنسبة لها، فقد كان الشعور الدائم بالحنين ل «الوطن» يتم تعويضة بالحرية التي تنتج عن البعد. هذه الشعور بالحرية والذي ازداد بعد وصول نظام حكم صدام حسين الي السلطة اواخر السبعينيات جعلها تتبين علاقتها بوطنها وتطوير لغة بصرية شخصية لتعبر بها عن هذة الحرية.

## أسلوبها الفني
يتضح أسلوبها الفني من خلال تقاليد فن الشرق الأوسط المعروف بالفن الاسلامي. كان للمخلوقات المجنحة من النقوش الآشورية والمنحوتات السومرية والمخطوطات المزخرفة للمدرسة البغدادية دور فعال. ومع ذلك، فإن هذا الوعي بتراثها العربي لا يؤدي الي التقليد الأعمى، ولكن كانت مصوغة بخيالها الرومانسي الخاص وتقدير التقاليد التصويرية الغربية لخلق صورآ مبهمة حيث يتشابك السرد والرمزية.

## توثيق مسيرتها
نُشِرت دراسة كبيرة لتوثيق مسيرتها في لندن عام 2004 ، فالكثير من لوحاتها تتميز بالخيال الشديد والإحساس الشاعري الذي يعتمد على الزخارف والرموز ضمن تقاليد الفن في الشرق الأوسط.